# Marcello Guarducci
Marcello Guarducci (Trento, Italia, 11 de julio de 1956) es un nadador italiano retirado especializado en pruebas de estilo libre, donde consiguió ser medallista de bronce mundial en 1975 en los 4x100 metros estilo libre.

## Carrera deportiva
En el Campeonato Mundial de Natación de 1975 celebrado en Cali (Colombia), ganó la medalla de bronce en los relevos de 4x100 metros estilo libre, con un tiempo de 3:31.85 segundos, tras Estados Unidos (oro con 3:24.85 segundos que fue récord del mundo) y Alemania del Oeste (plata con 3:29.55 segundos).